# Satyriinae
Satyriinae é uma subtribo da família Orchidaceae, composta por 85 espécies de plantas majoritariamante terrestres divididas por dois gêneros, dispersas pela África tropical e setentrional, Madagascar, Ilhas Comores e Reunião, Iemen, Sri-Lanka, e subcontinente indiano até o sudoeste da China e Mianmar, geralmente em áreas montanhosas ou de clima temperado, com maior concentração na África do Sul.
As plantas desta subtribo caracterizam-se por apresentarem raízes tuberosas em regra glabras; com caules geralmente lisos, ou seja, sem a presença de pilosidades, e folhas caulíneas ou basais, frequentemente estreitas e lineares ou ovaladas; inflorescência racemosa terminal com flores calcaradas não ressupinadas, médias ou pequenas; as sépalas e as pétalas são similares. O labelo navicular ou elmiforme. A coluna é proeminente e apresenta duas polínias sésseis.

## Taxonomia
São dois os gêneros atribuídos a esta subtribo, Pachites e Satyrium. O primeiro apresenta flores actinomórficas, o segundo, flores de labelo dotado de dois ou mais calcares. É possível que futuramente esta subtribo sera removida para outra tribo já que análises moleculares recentes situam-na nas proximidades de Orchideae.